# II. Károly nyugati frank király
II. (Kopasz) Károly (franciául: Charles le Chauve, németül: Karl der Kahle), (Frankfurt am Main, 823. június 13. – Avrieux, 877. október 6.), római császár (875-877) és nyugati frank király (840-877) volt a Karolingok dinasztiájából, I. Jámbor Lajos legkisebb fia, az egyedüli második feleségétől Judithtól. Mint császár, a második,  de a „francia” királyok sorában is őt veszik második Károlynak, noha az első nyugati frank király, de  a nagyapja (I. Nagy Károly) és az apja (I. Jámbor Lajos), mint "minden frankok uralkodói", nem csak genealógiailag voltak Kopasz Károly elődei, hanem az uralkodó számozását illetően is.

## Testvérháború
Károly Frankfurtban született 823. június 13-án, apja második házasságából, amikor bátyjai már felnőttek voltak és saját királyságaikban próbálták megszervezni a hatalmukat. Ám Jámbor Lajos elrendelte a végrendeletének megváltoztatását és így a területek felosztásának megváltoztatását, hogy Károlynak is juttasson egy részkirályságot. Először Alemanniát majd, Pipin lázadása után, a Meuse (Maas) folyó és a Pireneusok közti területet (kb. a mai Franciaország) adta neki. Ám ezek a kísérletei sikertelenül végződtek. A császár ellen lázadás tört ki, hogy tagadja ki Károlyt örökségéből. A lázadókat a közös cél érdekében egymással fegyverszünetet kötő idősebb fivérek, Lothár és Pipin vezették. Hozzájuk hasonlóan a negyedik testvér, Német Lajos, is Károly aquitaniai uralmát csak ideiglenes megoldásnak vette. Ám Jámbor Lajos nem adta fel és megtette Károlyt annak a területnek az örökösévé, amit egykor Galliának később pedig Nyugat-Frankföldnek, majd Franciaországnak hívtak. A Crémieux közelében 837-ben megtartott birodalmi gyűlésen a császár kötelezte a nemeseket, hogy hódoljanak be Károlynak urukként. Ez eredményezte az utolsó felkelést, melyben Pipin is életét vesztette 838-ban. Így hát Károly jogosan örökölhette a királyságot. Pipin fia, II. Pipin, Károly alárendeltjeként lett Aquitania királya.
A császár 840-es halála adta meg a végső szikrát a fivérek közti háború kirobbanásához. Károly szövetkezett Német Lajossal az új császár, Lothár, ellen, hogy elnyerjék önállóságukat és végül le is győzték bátyjukat Fontenay-en-Puisaye-nél 841. június 25-én. A következő évben a két fivér megerősítette céljait a Strasbourgi esküben. A háború a Verduni szerződéssel ért véget 843 augusztusában. Ennek értelmében Károly lett a független Nyugati Frank Királyság királya, amely nagyjából megfelel a mai Franciaországnak és Katalóniának. Német Lajos szerezte meg a Frank Birodalom keleti felét, amely Keleti Frank Királyság néven lett független királyság, majd később Német Királyság néven a Német-római Birodalom magja. Lothár megtartotta a császári címet és Lombardia vaskoronáját. Ezen felül uralma alá vette a Flandriára, Burgundiára és a Rajna völgyére kiterjedő Középső Frank Királyságot.

## Uralma nyugaton
Uralkodásának első évei a II. Pipin aquitániai királlyal vívott harcokkal teltek. Ezen évek alatt a három fivér létrehozta a „kormányzati konferenciát”. Rendszeresen találkoztak — Koblenzben 848-ban, Mersenben 851-ben és Attigny-ben 854-ben. 858-ban Lajos a nemesek lázadását kihasználva elűzte trónjáról Károlyt és meghódította a nyugati királyságot. Károly népszerűtlensége miatt képtelen volt sereget szervezni a trón visszafoglalásához, így Burgundiába menekült. Nem tartott ki mellette senki, csak a püspökök — akik megtagadták Lajos kérését, hogy koronázzák őt nyugati frank királlyá — és a Welfek szövetsége, azaz anyja rokonsága. 860-ban megpróbálta megszerezni unokaöccse, Provence-i Károly királyságát, de kudarcot vallott. Másik unokaöccse, II. Lothár, 869-es halálával Károly az ő birtokaira próbálta meg rátenni a kezét, de a 870-es merseni szerződés értelmében meg kellett osztania azokat Német Lajossal.
A családi harcok mellett Károlynak meg kellett küzdenie az aquitániai és a breton lázadókkal is, akiket Nomenoë és Erispoë vezetett és akik 845-ben Ballonnál és 851-ben Juvardeilnél megverték a királyt. A bretonok végül el is érték a részleges függetlenséget. Károly emellett még a vikingekkel is harcolt, akik északról támadták a Szajna és a Loire völgyét. Végül békét kellett kérnie fivéreitől, hogy a nehéz helyzetet kezelhesse. Seregeket küldött a megszállók ellen, és 864-ben a pistresi ediktummal sokkal mozgékonyabbá tette egységeit. Ugyanebben az ediktumban hidak építését is elrendelte, hogy megakadályozza a viking hajózást a folyókon. Két ilyen híd védte Párizst a 885-86-os ostrom idején.

## Császár
875-ben, II. Lajos császár (Károly féltestvérének, I. Lothárnak, a fia) halála után, Károly VIII. János pápa támogatásával Itáliába utazott, hogy királlyá koronázhassák Paviában és a fejére kerüljön a császári korona december 29-én Rómában. Német Lajos, a másik jelölt II. Lajos örökségére, ezt azzal torolta meg hogy elfoglalta Károly birodalmát, így Károlynak sürgősen Burgundiába kellett menekülnie. Német Lajos 876. augusztus 28-án bekövetkezett halála után Károly visszatért és megpróbálta megszerezni Lajos földjeit is, de döntő vereséget szenvedett Andernachnál 876. október 8-án. Időközben a pápát a szaracénok fenyegették, így hát arra kérte Károly hogy siessen a segítségére Itáliába. Károly ismét átkelt az Alpokon, ám a nemesek és lombard régensei, valamint Boso, megtagadták a segítséget. Ugyanekkor Karlmann, Német Lajos fia, betört Észak-Itáliába. Károly nagybetegen visszafordult Galliába, de a Mont Cenis hágójában utolérte a halál Brides-les-Bain közelében 877. október 5-én vagy 6-án.

## Örökség
Károlyt fia, Hebegő Lajos követte a trónon. Károly figyelmét leginkább az oktatásra, a levelezésre és az Egyház támogatására fordította.
Valószínűtlen, hogy Károly tényleg kopasz volt. Valószínűbb hogy a Kopasz melléknév a kora középkori humor és a történetírók játéka, amely Károly sűrű szőrzetére, hosszú hajára és szakállára utalt.

## Családja
Károly 842-ben vette feleségül Orléans-i Ermentrude-öt, I. Odó orléans-i gróf lányát. Az asszony 869-ben halt meg. 870-ben Károly elvette a lotaringiai nemesi családból származó Provence-i Richildét, akitől öt további gyermeke született, de egyikük sem jutott történelmi szerephez.
Ermentrude-től:
- Judith (844–870), hozzáment Æthelwulf wessexi királyhoz, majd I. Baldwin flamand grófhoz.
- Hebegő Lajos (846–879)
- Gyermek Károly (847–866)
- Karlmann (?–876)
- Lothár (?–865)
- Ermentrud (?–877)
- Hildegard
- Gisela
- Rotrud (850–?)

Richildétől:
- Rothild (871–921)
- Drogo (872–873)
- Pipin (873–874)
- ? (875–875)
- Károly (876–877)